# التشالو (تشهاردانغة)
التشالو (بالفارسية: آلچالو) هي منطقة سكنية تقع في إيران في قسم تشهاردانغة الریفي. يقدر عدد سكانها بـ 28 نسمة.